# ناصر اولیاء شیرازی
ناصر اولیا شیرازی (متولد ۱۳۱۲ شمسی) سیاست‌مدار ایرانی بود، که در  دوره بیست و سوم  به‌عنوان نماینده تهران  در مجلس شورای ملی حضور داشت.
ناصر اولیاء شیرازی فرزند علی‌اصغر در سال ۱۳۱۲ در تهران متولد شد. تحصیلات خود را تا دوره سوم متوسطه ادامه داد. او در بازار تهران، سرای امیر دارای مغازه پارچه‌فروشی بود. او ریاست اتحادیه صنف پارچه‌فروشان را برعهده داشت.
اولیاءشیرازی مدتی نماینده شورای شهر تهران شد. وی چندین دوره در اتاق بازرگانی تهران عضویت داشت. 
وی در هیئت‌مدیره بانک خصوصی ایرانیان عضویت داشت. 